# Alessandro Marangoni (pianista)
Alessandro Marangoni (Novara, 31 dicembre 1979) è un pianista italiano.

## Biografia
Allievo di Marco Vincenzi e poi di Maria Tipo e Pietro De Maria alla Scuola di Musica di Fiesole, nel 2007 ha debuttato al Teatro alla Scala di Milano in un recital in omaggio a Victor de Sabata nel 40º anniversario dalla morte, insieme a Daniel Barenboim. Ha tenuto concerti in Europa, America e Cina come solista e collaborato con musicisti come Mario Ancillotti, Oleksandr Semchuk, Aldo Ceccato, Enrico Dindo, Quirino Principe, Massimo Quarta; e attrici quali Maddalena Crippa, Claudia Koll, Paola Pitagora, Milena Vukotic. Ha suonato anche con il Nuovo Quartetto Italiano.
Ha instaurato un sodalizio artistico con l'attrice Valentina Cortese.
Nel 2007 ha inciso un CD dedicato alle composizioni pianistiche di Victor de Sabata per la Bottega Discantica, mentre con l'Albatros Ensemble ne ha registrato uno con la musica da camera di Nino Rota e uno su Bohuslav Martinu per Stradivarius.
È laureato in filosofia all'Università degli Studi di Pavia, alunno di merito dell'Almo Collegio Borromeo.
Ha al suo attivo anche numerosi concerti nel mondo virtuale di Second Life, primo musicista italiano ad esibirsi in quell'ambito.
Gli è stato assegnato il prestigioso Premio Internazionale "Amici di Milano" per la Musica.
Con Pierpaolo Venier ha ideato il Chromoconcerto© ed è fondatore e direttore artistico di Forte Fortissimo TV.

## Discografia

### Victor de Sabata
- Composizioni per pianoforte (prima registrazione mondiale) – LA BOTTEGA DISCANTICA (2007)

### Nino Rota
- Improvviso (with Albatros Ensemble) - STRADIVARIUS (2008)

### Gioachino Rossini
- Piano Music, Vol. 1 - Peches de Vieillesse, Vols. 7, 9 - NAXOS (2008)
- Piano Music, Vol. 2 - Peches de Vieillesse, Vol. 6 - NAXOS (2009)
- Piano Music, Vol. 3 - Peches de Vieillesse, Vol. 5 - NAXOS (2009)
- Piano Music, Vol. 4 - Peches de Vieillesse, Vols. 8, 9 - NAXOS (2012)
- Piano Music, Vol. 5 - Peches de Vieillesse, Quelques riens pour album (NAXOS)
- Piano Music, Vol. 6 - Peches de Vieillesse, Quatre hors d'œuvres et quatre mendiants (NAXOS)
- Piano Music, Vol. 7 - Peches de Vieillesse, Excerpts from Volumes I, II, III, X, XI with Ars Cantica Choir, Marco Berrini (NAXOS)

Muzio Clementi
- Gradus ad Parnassum, Vol. 1 – NAXOS (2010)
- Gradus ad Parnassum, Vol. 2 – NAXOS (2011)
- Gradus ad Parnassum, Vol. 3 -- NAXOS (2012)
- Gradus ad Parnassum, Vol. 4 -- NAXOS (2012-2013)

Franz Liszt
- Via Crucis – NAXOS (2011)

Mario Castelnuovo-Tedesco
- Concerto n. 1 e Concerto n. 2 per pianoforte e orchestra / 4 Danze per Love's Labour's Lost (prima registrazione mondiale)  – NAXOS (2012)
- Evangélion (prima mondiale)